# FileZilla
FileZilla er et gratis Open Source FTP-program. Programmet er lavet til Windows, Linux og Mac OS X. Den 18. april 2011 var FileZilla Client den 7. mest populære download fra SourceForge.net.